# Harpa kajiyamai
Harpa kajiyamai là một loài ốc biển, là động vật thân mềm chân bụng sống ở biển thuộc họ Harpidae, họ ốc đàn.